# (6034) 1987 JA
(6034) 1987 JA es un asteroide perteneciente al cinturón de asteroides, región del sistema solar que se encuentra entre las órbitas de Marte y Júpiter, descubierto el 5 de mayo de 1987 por Alan C. Gilmore y la también astrónoma Pamela M. Kilmartin desde el Observatorio Universitario del Monte John, Isla Sur, Nueva Zelanda.

## Designación y nombre
Designado provisionalmente como 1987 JA. 

## Características orbitales
1987 JA está situado a una distancia media del Sol de 2,338 ua, pudiendo alejarse hasta 2,732 ua y acercarse hasta 1,944 ua. Su excentricidad es 0,168 y la inclinación orbital 3,529 grados. Emplea 1306,12 días en completar una órbita alrededor del Sol.

## Características físicas
La magnitud absoluta de 1987 JA es 14,4. Tiene 3,492 km de diámetro y su albedo se estima en 0,303. 